# Сера (Авелино)
Сера је насеље у Италији у округу Авелино, региону Кампанија.
Према процени из 2011. у насељу је живело 458 становника. Насеље се налази на надморској висини од 375 м.